# Hyphalus wisei
Hyphalus wisei är en skalbaggsart som beskrevs av Britton 1973. Hyphalus wisei ingår i släktet Hyphalus och familjen lerstrandbaggar. Inga underarter finns listade i Catalogue of Life.